# Andrena albicaudata
Andrena albicaudata is een vliesvleugelig insect uit de familie Andrenidae. De wetenschappelijke naam van de soort is voor het eerst geldig gepubliceerd in 1966 door Hirashima.